# Zuid-Indiase palmroller
De Zuid-Indiase palmroller (Paradoxurus jerdoni)  is een zoogdier uit de familie van de civetkatachtigen (Viverridae). De wetenschappelijke naam van de soort werd voor het eerst geldig gepubliceerd door Blanford in 1885.

## Voorkomen
De soort komt voor in India.